# Trinidad de Copán
Trinidad de Copán es un municipio del departamento de Copán en la República de Honduras.

## Toponimia
Trinidad de Copán tomó su nombre de la antigua capital del Reino Hueytlato o Reino Payaqui, Coplantl, término mexicano Quanhpantli, puente de madera, lo que llamamos Copante. Su nombre actual es en honor a la Santísima Trinidad, figura de la iglesia católica.

## Límites
Trinidad de Copán está situado sobre el trazo de la carretera de occidente en la parte este del departamento de Copán y su cabecera en la falda derecha de la Loma El Porvenir y en un terreno muy quebrado.
| Orientación | Límite                                |
| ----------- | ------------------------------------- |
| Norte       | Municipio de San Nicolás, Copán       |
| Sur         | Municipio de San José, Copán          |
| Este        | Municipio de Naranjito, Santa Bárbara |
| Oeste       | Municipio de San Jerónimo, Copán      |
| Oeste       | Municipio de Dolores, Copán           |

Al oeste: Municipio de San Jerónimo, La Jigua y Veracruz.

## Geografía

### Relieve
El municipio de Trinidad esta cubierto en toda su superficie por un relieve irregular, contándose entre sus montañas y valles principales los siguientes: Lo atraviesa la Cordillera de Cerro Azul, que en sus diversas ramificaciones, forma las alturas de La Gloria. El Mecate Blanco, Agua Fría, Eramola, Lepaerita, Guajapa y Cerro Azul y otras elevaciones de mayor dimensión. Áreas planas como el Tepemechín, Planes de San Juan y Mampa.

### Hidrografía
Riegan las tierras los riachuelos de Mampa y Quebrada Galana que forman el Río Tepemechín, afluentes del Río Chamelecón y el Río de Jagua, que su nacimiento recibe el nombre de Quebrada del Copante, también tributario del Río Chamelecón y la Quebrada del Pacayal.

## Recursos Naturales

### Flora
Variedad de madera para construcción y frutales como: Pinos, caoba, cedro, roble, con, madread, mangos, sapotes, suctes, aguacates y otros.

### Fauna
| Tipo     | Animal        |
| Mamífero | Venado        |
| Mamífero | Conejo        |
| Mamífero | Tepezcuintle  |
| Mamífero | Zorrillo      |
| Mamífero | Mapache       |
| Mamífero | Gato de monte |
| Reptil   | Algunos       |

## Datos históricos
En la primera división política, Copán formaba parte del Departamento de Gracias. En 1906 la Asamblea Nacional Constituyente, redujo su extensión con la separación de los municipios que hoy componen el Departamento de Ocotepeque, perdiendo Copán aproximadamente la tercera parte de su área. Está situado en la parte más occidental de la República. Decreto que ordena la erección de los Departamentos de Copán, La Paz y El Paraíso.
Se ha encontrado que en el año de 1836 le fue conferido el título de sus ejidos datando la vida del Municipio desde 1622.
En 1822, se estableció como municipio cuando el departamento de Copan pertenecía a la intendencia de los confines de Gracias a Dios.
En 1836, se dio el título ejidos comprendidos entre Cerro Azul y Esquines.
En 1926 (19 de enero), el Decreto No. 20 agrega al Distrito de Trinidad, el Municipio de Veracruz.

## División Política
Aldeas: 6 (2013)
Caseríos:
| Código | Aldea             |
| ------ | ----------------- |
| 042201 | Trinidad de Copán |
| 042202 | Cero Azul         |
| 042203 | La Cumbre         |
| 042204 | Lepaerita         |
| 042205 | Quebraditas       |
| 042206 | San Juan Planes   |

### Caseríos
| Código | Caserío                     |
| ------ | --------------------------- |
|        | Agua Zarca                  |
|        | El Copante                  |
|        | Desvió de Trinidad          |
|        | El Corralito                |
|        | La Gloria                   |
|        | El Tepemechín               |
|        | Hacienda La Trinidad        |
|        | Los Higos                   |
|        | Los Malcotes                |
|        | El Remendado                |
|        | Eramola                     |
|        | Cerro Guanjapa              |
|        | Las Delicias del Cerro Azul |
|        | Los Vertientes              |
|        | El Inicillo                 |
|        | El Conal                    |
|        | Pueblo Nuevo                |
|        | El Ocón                     |
|        | Cerro Azul                  |
|        | Lindero de Cerro Azul       |
|        | El Mal Paso                 |
|        | La Laguna                   |
|        | Asentamiento el Copante     |
|        | El Sangro                   |
|        | Quebrada Colorada           |
|        | Hacienda Santa Fe           |

## Población
Entre los aspectos de desarrollo humano de la población están los siguientes:
| Parámetro            | Indicador        |
| -------------------- | ---------------- |
| Población            | 7.998 habitantes |
| Tasa de Crecimiento  | 6.5%             |
| Densidad Poblacional | 26.67 hab/km²    |
| Esperanza de Vida    | 65 – 69 años     |
| Analfabetismo        | 76.5 %           |

## Educación
En el sector de educación Trinidad cuenta con un número de 11 centros recibiendo educación en total de 1020 niños y niñas atendidos por un número de 35 maestros.

### Analfabetismo
-Es de 76.5% son muchas las causas que influyen en el analfabetismo, entre las cuales se pudieron identificar las siguientes: Desnutrición, pobreza, conciencia de los padres y madres de familia, la desintegración familiar, la baja calidad de la educación y las políticas educativas a nivel de gobierno central. 

## Economía

### Ganadería
Ganado vacuno, porcino y caballar.

### Avícola
Se inicia como una pequeña actividad en granjas avícolas. 

### Café
Rubro importante para la economía de nuestro lugar y del municipio.

## Turismo

### Cerro de Agua Fría
Este cerro esta adornado de musgos, pinos y lirios de distintos colores, lagunas naturales en diferentes lugares, terrenos elevados con buenas vistas.

### Feria Patronal
Celebrada entre el 17 al 28 de septiembre, en honor a La Virgen de Mercedes. 

## Medios y Vías de Comunicación
Tiene camino de herradura que conducen a los trabajos agrícolas y ganaderos en colindancia con los municipios de San José y San Nicolás de Copán. Su ramal carretero cuenta con dos vías de acceso; una de ellas accede a la carretera de occidente, comunicándose por este mismo desvió a Naranjito en el Departamento de Santa Bárbara.